# Открытый чемпионат Катара по теннису среди женщин 2014
Открытый чемпионат Катара по теннису среди женщин 2014 — профессиональный женский теннисный турнир, проводимый в катарском городе Дохе на открытых кортах с покрытием типа хард.
В 2014 году соревнования прошли в 12-й раз. Турнир относился к категории Premier 5, проводящихся в рамках WTA Тура. Соревнования прошли с 10 по 16 февраля.
Прошлогодние чемпионы:
- одиночный разряд:  Виктория Азаренко
- парный разряд:  Сара Эррани /  Роберта Винчи

## Соревнования

### Одиночный разряд
Симона Халеп обыграла  Анжелику Кербер со счётом 6-2, 6-3.
- Халеп выигрывает 1-й титул в сезоне и 7-й за карьеру в туре ассоциации.
- Кербер уступает 2-й финал в сезоне и 7-й за карьеру в туре ассоциации.

### Парный разряд
Се Шувэй /  Пэн Шуай обыграли  Квету Пешке /  Катарину Среботник со счётом 6-4, 6-0.
- Се выигрывает 1-й титул в сезоне и 15-й за карьеру в туре ассоциации.
- Пэн выигрывает 2-й титул в сезоне и 14-й за карьеру в туре ассоциации.